# Bianco, rosso e...
Bianco, rosso e... è un film italiano del 1972 diretto da Alberto Lattuada.

## Trama
Dopo molti anni passati in Libia, suor Germana ritorna in Italia e si trasferisce in un ospedale della Lombardia. Qui tutti i pazienti le vogliono bene e la considerano una vera amica, ad eccezione di Annibale Pezzi, un comunista senza un soldo che occupa abusivamente un letto di corsia perché non ha una casa dove andare.
Sulle prime pare che tra suor Germana e Annibale non ci sia proprio verso di attaccar bottone, ma pian piano, seppure di pensieri sia politici che sociali diversi, Annibale e Germana si innamorano l'uno dell'altra. Lasciato l'ospedale, Annibale vi viene nuovamente ricoverato dopo essere rimasto gravemente ferito durante una manifestazione sindacale, e vi muore assistito da suor Germana.

## Produzione

### Luoghi delle riprese
Le scene ambientate all'ospedale furono girate all'ospedale vecchio di Lodi e presso l'Ospedale di Vigevano.